# Руски университет на дружбата на народите
Руският университет на дружбата на народите (на руски: Российский университет дружбы народов) – един от водещите университети в Русия, притежаващ статус на университет на федерално ниво. Основан с постановление на Съвета на министрите на СССР на 5 февруари 1960, като през периода 1961 – 1992 носи името на бореца за свобода Патрис Лумумба.
Особеност на РУДН се явява неговата интернационална среда; сред студентите, аспирантите и стажантите има представители на 450 националности и народности от повече от 146 страни в света. В учебните групи и стаите на общежитията се съблюдава принцип на интернационалността – заедно живеят и учат представители на различни страни и народи, чийто брой е около 28 хиляди студенти, аспиранти, ординатори и стажанти.

## История
Решение за създаване в СССР на интернационален Университет на дружбата на народите е продиктувано от нуждата да се окаже културна помощ на страните, освободили се от колониална зависимост в периода 1950 – 1960 г. за подготовка на високо квалифицирани национални кадри за страните от Азия, Африка и Латинска Америка и възпитание в дух на дружба между нациите. Освен това университетът дава възможност на младежи от по-бедните семейства да получат образование.
Приемът на студенти се осъществява чрез обществени организации и правителствени учреждения, а впоследствие – през посолствата и консулствата на СССР.Учебните занятия в УДН започват през 1960 г. в подготвителния факултет, през 1961 г. се откриват и останалите факултети. На 5 февруари 1992 правителството на Руската федерация преименува УДН „Патрис Лулумба“ на Руски университет на дружбата на народите.

## Кампус
Общежитията на РУДН (на руски Студгородок) се намират на улица „Миклухо-Маклай“, в корпусите на които живеят повече от 7 хиляди студенти и аспиранти. Общежитията на университета са признати за най-добрите през 2011 по резултатите от конкурса „Нашият студентски дом“, организиран от Департамента за семейна и младежка политика на град Москва